# مايكروسوفت تك نت
مايكروسوفت تك نت (بالإنجليزية: Microsoft TechNet)‏ هي بوابة إلكترونية لمايكروسوفت وخدمة الإنترنت لمحترفي تكنولوجيا المعلومات (IT)، وتشمل مكتبة تحتوي على الوثائق والموارد التقنية لمنتجات مايكروسوفت، ومركز للتعلم يوفر التدريب عبر الإنترنت، ومنتديات للمناقشة، وهو مركز تقييم لتحميل برامج تجريبية، ومدونات لموظفي مايكروسوفت و ويكي أيضا .

## وصلات خارجية
- الموقع الرسمي